# Circonscription de Redon
La circonscription de Redon est l'une des huit circonscriptions législatives françaises que comptait le département d'Ille-et-Vilaine de 1876 à 1885, de 1889 à 1919 et de 1928 à 1940.
Georges Bret (CR) en fut le dernier député.

## La circonscription de 1876 à 1885
Dans le découpage électoral de 1875, la circonscription de Redon fait partie des huit circonscriptions d'Ille-et-Vilaine.
Elle était composée des cantons de Bain-de-Bretagne, Grand-Fougeray, Guichen, Maure-de-Bretagne, Pipriac, Redon et Le Sel-de-Bretagne.

### Historique des députations
| Législature | Début de mandat | Fin de mandat   | Député     | Parti politique | Observations |
| ----------- | --------------- | --------------- | ---------- | --------------- | ------------ |
| Ire         | 9 mars 1876     | 25 juin 1877    | René Brice | Centre gauche   |              |
| IIe         | 7 novembre 1877 | 27 octobre 1881 | René Brice | Centre gauche   |              |
| IIIe        | 28 octobre 1881 | 9 novembre 1885 | René Brice | Centre gauche   |              |

### Historique des élections

#### Élections de 1876
|                  | René Brice *      | Centre gauche  | 11 981 | 67,24  |
|                  | Louis de La Vigne | Orléaniste     | 5 836  | 32,76  |
|                  |                   |                |        |        |
| Inscrits         | Inscrits          | Inscrits       | 21 893 | 100,00 |
| Votants          | Votants           | Votants        | 17 825 | 81,42  |
| Abstention       | Abstention        | Abstention     | 4 454  | 19,09  |
| Blancs et nuls   | Blancs et nuls    | Blancs et nuls | 72     | 0,38   |
| Exprimés         | Exprimés          | Exprimés       | 17 817 | 99,96  |
| * Député sortant |                   |                |        |        |

#### Élections de 1877
|                  | René Brice *        | Centre gauche  | 12 345 | 62,97  |
|                  | Pierre-Marie Gérard | Bonapartiste   | 7 197  | 36,71  |
|                  |                     |                |        |        |
| Inscrits         | Inscrits            | Inscrits       | 22 843 | 100,00 |
| Votants          | Votants             | Votants        | 19 718 | 86,32  |
| Abstention       | Abstention          | Abstention     | 3 125  | 13,68  |
| Blancs et nuls   | Blancs et nuls      | Blancs et nuls | 113    | 0,57   |
| Exprimés         | Exprimés            | Exprimés       | 19 605 | 99,43  |
| * Député sortant |                     |                |        |        |

#### Élections de 1881
|                  | René Brice *   | Centre gauche  | 11 461 | 94,36  |
|                  |                |                |        |        |
| Inscrits         | Inscrits       | Inscrits       | 23 741 | 100,00 |
| Votants          | Votants        | Votants        | 12 146 | 51,16  |
| Abstention       | Abstention     | Abstention     | 11 595 | 48,84  |
| Blancs et nuls   | Blancs et nuls | Blancs et nuls | 343    | 2,82   |
| Exprimés         | Exprimés       | Exprimés       | 11 803 | 97,18  |
| * Député sortant |                |                |        |        |

## La circonscription de 1889 à 1919
Elle reprend le découpage de 1875.

### Historique des députations
| Législature | Début de mandat  | Fin de mandat   | Député                            | Parti politique | Observations |
| ----------- | ---------------- | --------------- | --------------------------------- | --------------- | --- |
| Ve          | 12 novembre 1889 | 14 octobre 1893 | François Barbotin                 | Monarchiste     | |
| VIe         | 15 octobre 1893  | 20 février 1895 | Émile Récipon                     | Union libérale  | Décédé le 20 février 1895, il est remplacé à partir du 5 mai 1895 par Maurice de Poulpiquet du Halgouët (Monarchiste). |
| VIe         | 5 mai 1895       | 31 mai 1898     | Maurice de Poulpiquet du Halgouët | Monarchiste     | |
| VIIe        | 1er juin 1898    | 31 mai 1902     | Maurice de Poulpiquet du Halgouët | Monarchiste     | |
| VIIIe       | 1er juin 1902    | 31 mai 1906     | Maurice de Poulpiquet du Halgouët | Monarchiste     | |
| IXe         | 1er juin 1906    | 31 mai 1910     | Maurice de Poulpiquet du Halgouët | Monarchiste     | |
| Xe          | 1er juin 1910    | 31 mai 1914     | Maurice de Poulpiquet du Halgouët | Conservateur    | |
| XIe         | 1er juin 1914    | 7 décembre 1919 | Maurice de Poulpiquet du Halgouët | Conservateur    | |

### Historique des élections

#### Élection partielle de 1895
Cette élection est organisée à la suite du décès d'Émile Récipon (Union libérale), élu depuis 1893, le 20 février 1895.
| Candidats      | Candidats                         | Étiquette      | Premier tour | Premier tour |
| Candidats      | Candidats                         | Étiquette      | Voix         | %            |
| -------------- | --------------------------------- | -------------- | ------------ | ------------ |
|                | Maurice de Poulpiquet du Halgouët | Monarchiste    | 10 915       | 52,48        |
|                | Henri Guérin                      | Progressiste   | 9 904        | 47,62        |
|                |                                   |                |              |              |
| Inscrits       | Inscrits                          | Inscrits       | 25 334       | 100,00       |
| Votants        | Votants                           | Votants        | 20 917       | 82,57        |
| Abstentions    | Abstentions                       | Abstentions    | 4 417        | 17,43        |
| Blancs et nuls | Blancs et nuls                    | Blancs et nuls | 118          | 0,56         |
| Exprimés       | Exprimés                          | Exprimés       | 20 799       | 99,44        |

#### Élections de 1898
|                  | Maurice de Poulpiquet du Halgouët * | Monarchiste    | 13 333 | 76,85  |
|                  |                                     |                |        |        |
| Inscrits         | Inscrits                            | Inscrits       | 26 004 | 100,00 |
| Votants          | Votants                             | Votants        | 17 350 | 66,72  |
| Abstentions      | Abstentions                         | Abstentions    | 8 654  | 33,28  |
| Blancs et nuls   | Blancs et nuls                      | Blancs et nuls | 3 793  | 21,86  |
| Exprimés         | Exprimés                            | Exprimés       | 13 557 | 78,14  |
| * Député sortant |                                     |                |        |        |

#### Élections de 1902
|                  | Maurice de Poulpiquet du Halgouët * | Monarchiste             | 12 984 | 60,92  |
|                  | Jacques Thélohan                    | Républicain ministériel | 8 318  | 39,02  |
|                  | Jean Poumarat                       | POF                     | 2      | 0,01   |
|                  |                                     |                         |        |        |
| Inscrits         | Inscrits                            | Inscrits                | 25 678 | 100,00 |
| Votants          | Votants                             | Votants                 | 21 437 | 83,48  |
| Abstention       | Abstention                          | Abstention              | 4 241  | 16,52  |
| Blancs et nuls   | Blancs et nuls                      | Blancs et nuls          | 122    | 0,57   |
| Exprimés         | Exprimés                            | Exprimés                | 21 315 | 99,43  |
| * Député sortant |                                     |                         |        |        |

#### Élections de 1906
|                  | Maurice de Poulpiquet du Halgouët * | Monarchiste    | 14 881 | 75,27  |
|                  |                                     |                |        |        |
| Inscrits         | Inscrits                            | Inscrits       | 26 182 | 100,00 |
| Votants          | Votants                             | Votants        | 19 770 | 75,51  |
| Abstentions      | Abstentions                         | Abstentions    | 6 412  | 24,49  |
| Blancs et nuls   | Blancs et nuls                      | Blancs et nuls | 4 279  | 21,64  |
| Exprimés         | Exprimés                            | Exprimés       | 15 491 | 78,36  |
| * Député sortant |                                     |                |        |        |

#### Élections de 1910
|                  | Maurice de Poulpiquet du Halgouët * | Conservateur | 13 911 | 71,16  |  |  |  |
|                  |                                     |              |        |        |  |  |  |
| Inscrits         | Inscrits                            | Inscrits     | 26 356 | 100,00 |  |  |  |
| Votants          | Votants                             | Votants      | 19 548 | 74,17  |  |  |  |
| Exprimés         | Exprimés                            | Exprimés     | 14 453 | 73,94  |  |  |  |
| * Député sortant |                                     |              |        |        |  |  |  |

#### Élections de 1914
|                  | Maurice de Poulpiquet du Halgouët * | Conservateur     | 12 989 | 63,09  |  |  |  |
|                  | Henri Gascon                        | Répub. de gauche | 7 627  | 37,04  |  |  |  |
|                  |                                     |                  |        |        |  |  |  |
| Inscrits         | Inscrits                            | Inscrits         | 25 978 | 100,00 |  |  |  |
| Votants          | Votants                             | Votants          | 20 895 | 80,43  |  |  |  |
| Exprimés         | Exprimés                            | Exprimés         | 20 589 | 98,54  |  |  |  |
| * Député sortant |                                     |                  |        |        |  |  |  |

## La circonscription de 1928 à 1940
Le découpage électoral de 1927 ne modifie pas celui de 1875.

### Historique des députations
| Législature | Début de mandat | Fin de mandat  | Député       | Parti politique | Observations |
| ----------- | --------------- | -------------- | ------------ | --------------- | ------------ |
| XIVe        | 1er juin 1928   | 31 mai 1932    | Georges Bret | Rép.nat.        |              |
| XVe         | 1er juin 1932   | 31 mai 1936    | Georges Bret | Rép.nat.        |              |
| XVIe        | 1er juin 1936   | 9 juillet 1940 | Georges Bret | Rép.nat.        |              |

### Historique des élections

#### Élections de 1928
|                  | Georges Bret *   | Répub. nat-Action française | 11 189 | 60,81  |  |  |  |
|                  | Henri Duclos     | Répub. de gauche-ADS        | 4 809  | 26,14  |  |  |  |
|                  | Charles Trémèges | SFIO                        | 2 126  | 11,55  |  |  |  |
|                  | Émile Coffre     | PC-SFIC                     | 276    | 1,50   |  |  |  |
|                  |                  |                             |        |        |  |  |  |
| Inscrits         | Inscrits         | Inscrits                    | 22 176 | 100,00 |  |  |  |
| Votants          | Votants          | Votants                     | 18 931 | 85,37  |  |  |  |
| Exprimés         | Exprimés         | Exprimés                    | 18 400 | 97,20  |  |  |  |
| * Député sortant |                  |                             |        |        |  |  |  |

#### Élections de 1932
|                  | Georges Bret *      | Répub. nat-Action française | 10 873 | 64,60  |  |  |  |
|                  | Jean-Marie Hautbois | Radical-socialiste-SFIO     | 4 219  | 25,07  |  |  |  |
|                  | Julien Hattais      | Répub. nat                  | 1 409  | 8,37   |  |  |  |
|                  | Charles Manceau     | PC-SFIC                     | 331    | 1,97   |  |  |  |
|                  |                     |                             |        |        |  |  |  |
| Inscrits         | Inscrits            | Inscrits                    | 22 118 | 100,00 |  |  |  |
| Votants          | Votants             | Votants                     | 18 068 | 81,69  |  |  |  |
| Exprimés         | Exprimés            | Exprimés                    | 16 832 | 93,16  |  |  |  |
| * Député sortant |                     |                             |        |        |  |  |  |

#### Élections de 1936
|                  | Georges Bret *  | Répub. nat (URD-FR) - Action française | 10 351 | 64,60  |  |  |  |
|                  | Julien Leparoux | Radical-socialiste- sout. SFIO         | 7 664  | 42,07  |  |  |  |
|                  | Henri Delannoy  | PC-SFIC                                | 109    | 0,60   |  |  |  |
|                  | Henri Saulnier  | Répub. socialiste                      | 94     | 0,52   |  |  |  |
|                  |                 |                                        |        |        |  |  |  |
| Inscrits         | Inscrits        | Inscrits                               | 22 023 | 100,00 |  |  |  |
| Votants          | Votants         | Votants                                | 18 759 | 85,18  |  |  |  |
| Exprimés         | Exprimés        | Exprimés                               | 18 218 | 97,12  |  |  |  |
| * Député sortant |                 |                                        |        |        |  |  |  |